# Climent (esclau)
Climent , en llatí Clemens, en grec antic Κλήμης, fou un esclau de Pòstum Agripa que s'assemblava molt al seu amo. Quan aquest va ser assassinat l'any 14, l'esclau es va fer passar per l'amo i molts italians se li van unir. Se suposava a Roma que era el net de Tiberi. Possiblement hauria esclatat una insurrecció si Tiberi no l'hagués fet detenir secretament. No va gosar a fer una execució pública i el va fer matar privadament a palau l'any 16. En parlen Tàcit, Dió Cassi i Suetoni.